# Nazionale maschile under 17 di calcio degli Emirati Arabi Uniti
La nazionale di calcio degli Emirati Arabi Uniti Under-17 è la squadra di calcio nazionale under-17 dell'omonimo stato asiatico ed è posta sotto l'egida della Federazione calcistica degli Emirati Arabi Uniti.

## Risultati nelle Competizioni

### Coppa delle Nazioni del Golfo Under-17
| Anno   | Risultato     | GP | W  | D* | L | GS | GA |
| ------ | ------------- | -- | -- | -- | - | -- | -- |
| 2003   | Terzo posto   | 5  | 3  | 0  | 2 | 17 | 8  |
| 2006   | Campioni      | 5  | 4  | 1  | 0 | 13 | 1  |
| 2008   | Secondo posto | 3  | 2  | 0  | 1 | 6  | 3  |
| 2009   | Campioni      | 4  | 4  | 0  | 0 | 10 | 1  |
| 2010   | Campioni      | 4  | 3  | 0  | 1 | 8  | 5  |
| 2011   | Terzo posto   | 4  | 2  | 1  | 1 | 4  | 2  |
| 2012   | Terzo posto   | 4  | 2  | 0  | 2 | 8  | 5  |
| 2013   | Campioni      | 4  | 2  | 2  | 0 | 9  | 5  |
| 2015   | Primo turno   | 2  | 1  | 0  | 1 | 2  | 5  |
| 2016   | Terzo posto   | 4  | 1  | 2  | 1 | 2  | 2  |
| Totale | 10/10         | 39 | 22 | 9  | 8 | 79 | 39 |

### Campionato mondiale di calcio Under-17
| Anno   | Turno            | G               | V               | N*              | P               | GF              | GS              |                 |
| ------ | ---------------- | --------------- | --------------- | --------------- | --------------- | --------------- | --------------- | --------------- |
| 1985   | Non qualificata  | Non qualificata | Non qualificata | Non qualificata | Non qualificata | Non qualificata | Non qualificata | Non qualificata |
| 1987   | Non qualificata  | Non qualificata | Non qualificata | Non qualificata | Non qualificata | Non qualificata | Non qualificata | Non qualificata |
| 1989   | Non qualificata  | Non qualificata | Non qualificata | Non qualificata | Non qualificata | Non qualificata | Non qualificata | Non qualificata |
| 1991   | Primo turno      | 3               | 0               | 1               | 2               | 5               | 10              |                 |
| 1993   | Non qualificata  | Non qualificata | Non qualificata | Non qualificata | Non qualificata | Non qualificata | Non qualificata | Non qualificata |
| 1995   | Non qualificata  | Non qualificata | Non qualificata | Non qualificata | Non qualificata | Non qualificata | Non qualificata | Non qualificata |
| 1997   | Non qualificata  | Non qualificata | Non qualificata | Non qualificata | Non qualificata | Non qualificata | Non qualificata | Non qualificata |
| 1999   | Non qualificata  | Non qualificata | Non qualificata | Non qualificata | Non qualificata | Non qualificata | Non qualificata | Non qualificata |
| 2001   | Non qualificata  | Non qualificata | Non qualificata | Non qualificata | Non qualificata | Non qualificata | Non qualificata | Non qualificata |
| 2003   | Non qualificata  | Non qualificata | Non qualificata | Non qualificata | Non qualificata | Non qualificata | Non qualificata | Non qualificata |
| 2005   | Non qualificata  | Non qualificata | Non qualificata | Non qualificata | Non qualificata | Non qualificata | Non qualificata | Non qualificata |
| 2007   | Non qualificata  | Non qualificata | Non qualificata | Non qualificata | Non qualificata | Non qualificata | Non qualificata | Non qualificata |
| 2009   | Ottavi di finale | 4               | 1               | 0               | 3               | 3               | 6               |                 |
| 2011   | Non qualificata  | Non qualificata | Non qualificata | Non qualificata | Non qualificata | Non qualificata | Non qualificata | Non qualificata |
| 2013   | Primo turno      | 3               | 0               | 0               | 3               | 2               | 10              |                 |
| 2015   | Non qualificata  | Non qualificata | Non qualificata | Non qualificata | Non qualificata | Non qualificata | Non qualificata | Non qualificata |
| 2017   | Non qualificata  | Non qualificata | Non qualificata | Non qualificata | Non qualificata | Non qualificata | Non qualificata | Non qualificata |
| 2019   | Non qualificata  | Non qualificata | Non qualificata | Non qualificata | Non qualificata | Non qualificata | Non qualificata | Non qualificata |
| 2023   | Non qualificata  | Non qualificata | Non qualificata | Non qualificata | Non qualificata | Non qualificata | Non qualificata | Non qualificata |
| Totale | 3/19             | 10              | 1               | 1               | 8               | 8               | 26              |                 |

### Campionato asiatico di calcio Under-16
| Anno   | Turno            | G               | V               | N*              | P               | GF              | GS              |                 |
| ------ | ---------------- | --------------- | --------------- | --------------- | --------------- | --------------- | --------------- | --------------- |
| 1986   | Non qualificata  | Non qualificata | Non qualificata | Non qualificata | Non qualificata | Non qualificata | Non qualificata | Non qualificata |
| 1988   | Non qualificata  | Non qualificata | Non qualificata | Non qualificata | Non qualificata | Non qualificata | Non qualificata | Non qualificata |
| 1990   | Secondo posto    | 5               | 3               | 1               | 1               | 1               | 10              |                 |
| 1992   | Primo turno      | 3               | 0               | 1               | 2               | 3               | 5               |                 |
| 1994   | Primo turno      | 4               | 1               | 2               | 1               | 10              | 9               |                 |
| 1996   | Non qualificata  | Non qualificata | Non qualificata | Non qualificata | Non qualificata | Non qualificata | Non qualificata | Non qualificata |
| 1998   | Non qualificata  | Non qualificata | Non qualificata | Non qualificata | Non qualificata | Non qualificata | Non qualificata | Non qualificata |
| 2000   | Non qualificata  | Non qualificata | Non qualificata | Non qualificata | Non qualificata | Non qualificata | Non qualificata | Non qualificata |
| 2002   | Quarti di finale | 4               | 1               | 1               | 2               | 5               | 7               |                 |
| 2004   | Non qualificata  | Non qualificata | Non qualificata | Non qualificata | Non qualificata | Non qualificata | Non qualificata | Non qualificata |
| 2006   | Non qualificata  | Non qualificata | Non qualificata | Non qualificata | Non qualificata | Non qualificata | Non qualificata | Non qualificata |
| 2008   | Terzo posto      | 4               | 2               | 0               | 2               | 7               | 13              |                 |
| 2010   | Quarti di finale | 4               | 1               | 2               | 1               | 5               | 5               |                 |
| 2012   | Non qualificata  | Non qualificata | Non qualificata | Non qualificata | Non qualificata | Non qualificata | Non qualificata | Non qualificata |
| 2014   | Non qualificata  | Non qualificata | Non qualificata | Non qualificata | Non qualificata | Non qualificata | Non qualificata | Non qualificata |
| 2016   | Quarti di finale | 4               | 2               | 1               | 1               | 7               | 5               |                 |
| 2018   | Non qualificata  | Non qualificata | Non qualificata | Non qualificata | Non qualificata | Non qualificata | Non qualificata | Non qualificata |
| 2023   | Non qualificata  | Non qualificata | Non qualificata | Non qualificata | Non qualificata | Non qualificata | Non qualificata | Non qualificata |
| Totale | 6/18             | 28              | 10              | 8               | 10              | 47              | 47              |                 |